# 宇山秀樹

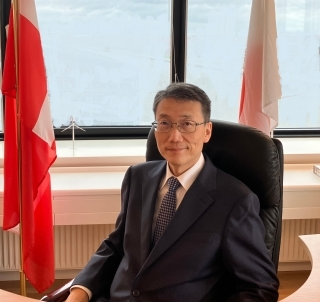

宇山 秀樹（うやま ひでき、1962年12月24日 - ）は、日本の外交官。2022年9月より、駐デンマーク特命全権大使。
東京大学法学部第二類卒業（1987年3月）。鳥取県出身。

## 略歴
- 1988年（昭和63年）4月 - 外務省入省、ロシア語研修（イギリス軍語学学校）[2]
- 1991年（平成3年） - 在ロシア日本国大使館（1994年まで）[2]
- 2001年（平成13年）- 在ポーランド日本国大使館（2003年まで）[2]
- 2003年（平成15年）9月 - 在ロシア日本国大使館一等書記官
- 2005年（平成17年）7月 - 在ロシア日本国大使館参事官
- 2005年（平成17年）9月 - 欧州局ロシア課中央アジア・コーカサス室長
- 2008年（平成20年）8月 - 国際協力局国別開発協力第二課長
- 2009年（平成21年）7月 - 国際情報統括官付国際情報官（第四国際情報官室担当）
- 2010年（平成22年）7月 - 在ロシア日本国大使館参事官（政務担当）[2]
- 2012年（平成24年）9月 - 欧州局ロシア課長
- 2015年（平成27年）6月 - 在英国日本国大使館公使兼総領事
- 2018年（平成30年）8月 - 大臣官房参事官兼欧州局（大使）
- 2019年（令和元年）7月 - 大臣官房審議官兼欧州局（大使）
- 2020年（令和2年）7月 - 欧州局長（大使）
- 2022年（令和4年）8月 - 大臣官房付
- 2022年（令和4年）9月 - 駐デンマーク特命全権大使[3]

## 同期
- 青木豊（23年アルメニア大使）
- 赤松武（22年国際民間航空機関代表部大使）
- 岩﨑一郎（09年一橋大学経済研究所教授）
- 一方井克哉（22年ニジェール兼轄、 21年コートジボワール大使（トーゴ兼轄））
- 内川昭彦（23年モントリオール総領事）
- 岡田健一（21年香港総領事）
- 小野啓一（24年インド兼ブータン大使、22年外務審議官（経済担当）・22年外務省経済局長・20年地球規模課題審議官）
- 小野日子（24年ハンガリー大使・22年外務報道官・21年外務省経済局長・内閣広報官）
- 海部篤（23年ウィーン代表部大使・21年軍縮不拡散・科学部長・20年儀典長）
- 小泉勉（24年ラオス大使、22年中華人民共和国大使館特命全権公使、20年外務省研修所長）
- 小林賢一（24年・特命全権大使（国際貿易・経済担当）・21年ラオス大使）
- 佐々山拓也（24年ウガンダ大使・20年トロント総領事）
- 鈴木光太郎（22年ボストン総領事・20年イラク大使）
- 髙杉優弘（21年コロンビア大使）
- 達増拓也（07年岩手県知事）
- 堤尚広（24年特命全権大使（人権担当兼国際平和貢献担当）・20年南スーダン大使）
- 林禎二（21年ブラジル大使・20年中南米局長）
- 平野隆一（24年人事院事務総局審議官・21年在ロシア大使館 特命全権公使・20年内閣官房国際テロ情報集約室次長・16年ユジノサハリンスク総領事）
- 船越健裕（25年外務事務次官・23年外務審議官（政務担当）・20年アジア大洋州局長）
- 松本太（22年イラク大使・19年ニューヨーク領事）
- 柳淳（23年シカゴ総領事・21年内閣審議官兼内閣情報調査室次長兼国際テロ情報集約室次長、18年在オーストリア大使館 公使）